# NN-305
La carretera NN‑305 es una vía departamental secundaria que recorre el municipio de Kukra Hill, en la Región Autónoma de la Costa Caribe Sur de Nicaragua. Con una longitud de 5.6 kilómetros, conecta el sector de Big Lagoon en el oeste con el centro urbano de Kukra Hill, atravesando puntos clave como el puente La Fortuna y el Estadio Edwin Omier. Esta vía forma parte del anillo de conexión vial local con la NN-303 y mejora la accesibilidad en zonas de producción agrícola y pesquera.

## Trazado y cruces
La siguiente tabla muestra su recorrido, localidades y principales conexiones:
| km  | Localidad            | Región | Conexión / Ruta |
| --- | -------------------- | ------ | --------------- |
| 0.0 | Big Lagoon           | RACCS  |                 |
| 2.5 | Puente La Fortuna    | RACCS  |                 |
| 3.8 | Estadio Edwin Omier  | RACCS  |                 |
| 5.6 | Centro de Kukra Hill | RACCS  | NN 303          |

## Coordenadas
Uno de los tramos de la NN‑305 puede localizarse cerca del puente La Fortuna con coordenadas aproximadas: 11°48′09″N 83°41′42″O / 11.8025, -83.6950